# 斯科茨维尔 (肯塔基州)
斯科茨维尔（英語：Scottsville），是美国肯塔基州的一座城市。建立于1816年，面积约为14.8平方公里（5.7平方英里）。根据2010年美国人口普查，该市的人口为4,226人。